# Balberta
Balberta est un site archéologique maya situé dans le département d'Escuintla au Guatemala.